# Rândunică albastră cu gât alb
Rândunica albastră cu gât alb (Hirundo nigrita) este o specie de pasăre din familia Hirundinidae. Se găsește în Angola, Benin, Camerun,  Republica Centrafricană, Republica Congo, Republica Democratică Congo, Coasta de Fildeș, Guineea Ecuatorială, Gabon, Ghana, Guinea, Guinea-Bissau, Liberia, Nigeria, Sierra Leone și Uganda.

## Galerie

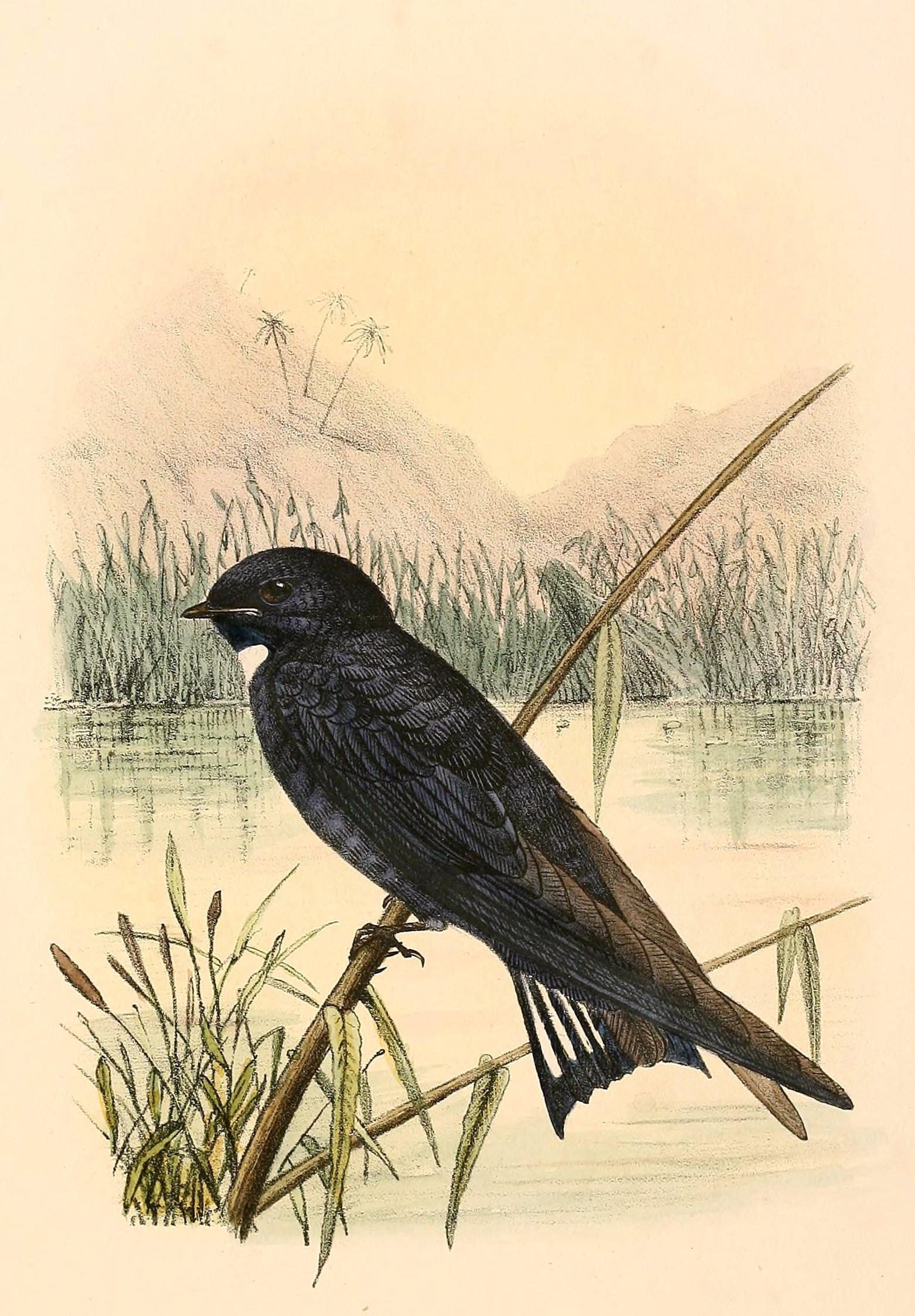
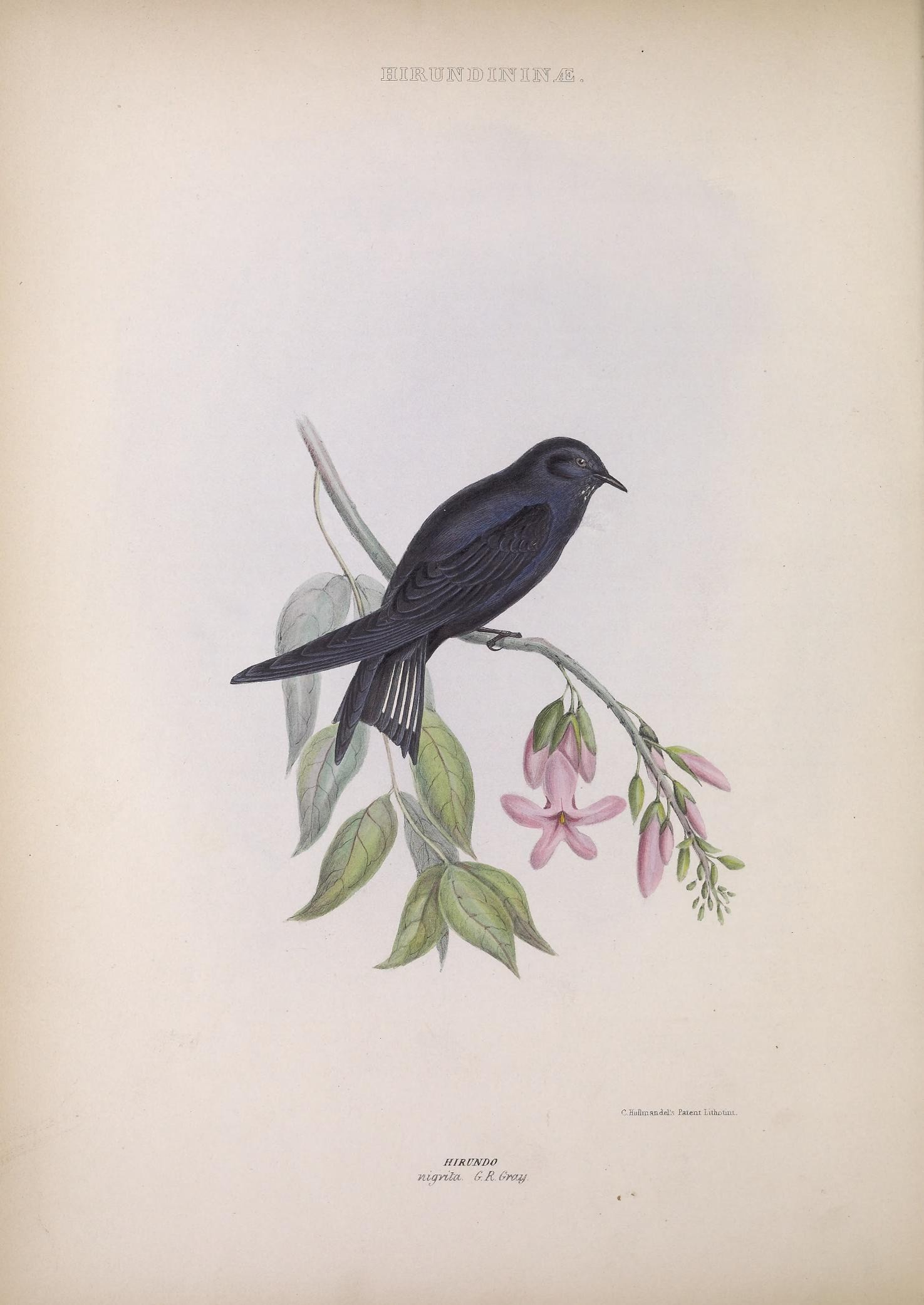